# PR-542
A Rodovia PR-542 é uma estrada pertencente ao governo do Paraná que liga a rodovia PR-340 (no território do município de Guaraci) à Usina Hidrelétrica de Taquaruçu, na divisa com o Estado de São Paulo (na altura das cidades de Itaguajé/PR e Sandovalina/SP).

## Denominações
- Rodovia Francisco Laranjeira Villar, no trecho entre a cidade de Colorado e a Usina Hidrelétrica de Taquaruçu, de acordo com a Lei Estadual 11.442 de 20/06/1996.[1]
- Rodovia Engenheiro Agrônomo Oscar Figueiredo Filho, no trecho entre a cidade de Guaraci e Colorado, de acordo com a Lei Estadual 14.741 de 08/06/2005.[2]

## Trechos da Rodovia
A rodovia possui uma extensão total de aproximadamente 75,75 km, podendo ser dividida em 7 trechos, conforme listados a seguir:
| Ponto de referência                                  | Extensão do trecho | Extensão acumulada | Situação    |
| ---------------------------------------------------- | ------------------ | ------------------ | ----------- |
| Entroncamento PR-340 (Guaraci)                       | ---                | 0 km               | ---         |
| Entroncamento PR-317 (Nossa Senhora das Graças)      | 19,35 km           | 19,35 km           | Pavimentado |
| Início Perímetro Urbano da localidade de Alto Alegre | 8,0 km             | 27,35 km           | Pavimentado |
| Fim Perímetro Urbano da localidade de Alto Alegre    | 1,0 km             | 28,35 km           | Pavimentado |
| Entroncamento PR-933 (acesso a Colorado)             | 10,2 km            | 38,55 km           | Pavimentado |
| Entroncamento PR-463 (Colorado)                      | 3,0 km             | 41,55 km           | Pavimentado |
| Itaguajé                                             | 24,9 km            | 66,45 km           | Pavimentado |
| Divisa PR/SP - Usina Hidrelétrica de Taquaruçu       | 9,3 km             | 75,75 km           | Pavimentado |

Extensão pavimentada: 75,75 km (100,00%)